# C'e sempre un ma!
Pour plus de détails, voir Fiche technique et Distribution.
C'è sempre un ma! est un film italien réalisé par Luigi Zampa, sorti en 1943.

## Synopsis
Les deux jeunes Carla et Giulia, sorties du pensionnat, rêvent de pouvoir épouser leurs amants respectifs, le premier avec Carletto, avec qui elle est fiancée depuis qu'elle est petite, et le second avec Fabrizio, mais ils ne sont pas venus en accord avec leurs mères respectives qui, toutes deux veuves, mènent une vie insouciante et frivole. Lors de la première réunion de fiançailles, la famille de Fabrizio, très traditionaliste, est scandalisée par la présence de quelques jeunes hommes vides de sens et fainéants qui fréquentent Isabelle, la mère de Giulia, et nient leur consentement au mariage.
Laura, la mère de Carla, est également influencée par Isabella et se consacre à une vie tout aussi dépensière et futile. Pour remédier à cette situation, Carla recourt à une ruse : elle feint d'être malade et se fait prescrire une période de repos, si bien que sa mère doit quitter l'endroit qu'elle fréquente pour l'accompagner en vacances. Les deux femmes déménagent à Portofino, où Carla tombe dans la sympathie de l'avocat mûr Pezzini et lui fait s'intéresser à sa mère, attentions qu'elle montre qu'elle apprécie.
Ses plans semblent partir en fumée quand Isabella et Giulia arrivent, avec l'habituelle suite de mocassins. Mais lors d'un voyage en bateau l'avocat Pezzini, tombé à la mer, sera sauvé par Laura et cela fait naître un fort sentiment entre les deux, qui pousse Laura à abandonner ses vieilles habitudes. Son exemple rachète également Isabelle. Happy end avec trois mariages : Carla pourra épouser Carletto, sa mère Laura deviendra l'épouse de l'avocat et Giulia reconquiert Fabrizio et sa famille.

## Fiche technique
- Titre : C'è sempre un ma!
- Réalisation : Luigi Zampa
- Scénario : Luigi Zampa, Cesare Zavattini et Gherardo Gherardi
- Photographie : Alberto Fusi
- Musique : Nuccio Fiorda
- Pays de production : Royaume d'Italie
- Format : noir et blanc - 1,37:1 - mono
- Genre : drame
- Date de sortie : 1943

## Distribution
- Carla Del Poggio : Carla
- Adriana Benetti : Giulia
- Rubi Dalma : Laura
- Jone Morino : Isabella
- Aroldo Tieri : Carletto
- Armando Francioli : Fabrizio
- Elvira Betrone
- Ada Dondini
- Nunzio Filogamo